# Leiosaurus jaguaris
Leiosaurus jaguaris — вид ігуаноподібних ящірок родини Leiosauridae. Ендемік Аргентини.

## Поширення і екологія
Leiosaurus jaguaris мешкають в горах на північному заході Аргентини, в провінціях Сан-Хуан і Ла-Ріоха. Вони живуть на високогірних луках і в степах, на висоті від 2440 до 2762 м над рівнем моря. Живляться жуками-чорнотілками.